# A.J. John
Avelon Luke John Jr. (Santa Rosa, 12 april 1996) is een Amerikaans basketballer.

## Carrière
John speelde collegebasketbal voor de Pepperdine Waves van 2014 tot 2016. Hij zat een seizoen uit na de transfer naar UC Davis Aggies en speelde daar twee seizoenen. In 2019 werd hij niet gekozen in de NBA draft van dat jaar. Hij tekende daarop een contract in de Japanse competitie bij de Gifu Swoops. Na een seizoen tekende hij bij het Bahreinse Al Nuwaidrat. Hij verliet de club voor KK TFT Skopje waar hij ook het volgende seizoen bleef. In de zomer van 2021 speelde hij voor de Fort Worth Funk in The Basketball Tournament. In maart 2022 ging hij spelen in Israël voor Maccabi Hod HaSharon.
In de zomer van 2022 speelde hij voor de Miami Athletics in The Basketball Tournament. Hij tekende voor het seizoen 2022/23 in de Griekse competitie bij AO Agriniou maar verliet de club in december 2022 voor Liège Basket. In de zomer van 2023 speelde hij opnieuw voor Miami Athletics in The Basketball Tournament. Hij keerde voor het seizoen 2023/24 terug naar Liège Basket. In december 2023 ging hij spelen voor OSE Lions uit Hongarije. In maart 2024 ging hij spelen voor Al-Ittihad Ahli of Aleppo. Daarop volgend speelde hij eerst voor Rayos de Hermosillo en in de zomer voor Dorados de Chihuahua beide uit Mexico.
In november 2024 tekende hij bij Al-Manama uit Bahrein, hij verliet de club in februari 2025. Hij tekende daarop bij CS Maristes uit de Libanese competitie. Hij speelde daarna nog voor de Piratas de Quebradillas.